# Giorgio Borg Olivier
Pour les articles homonymes, voir Olivier (homonymie).
Giorgio Borg Olivier ((mt) Ġorġ Borġ Ulivier) (5 juillet 1911 - 29 octobre 1980) était un homme politique maltais, chef du parti nationaliste et Premier ministre de Malte à deux reprises, de 1950 à 1955 et de 1962 à 1971. Il a également été chef de l'opposition entre 1955 et 1958 et de nouveau entre 1971 et 1977. Il a démissionné du poste de leader du parti nationaliste en 1977 et fut remplacé par Eddie Fenech Adami. Il conserva toutefois son siège au parlement jusqu'à sa mort en 1980.

## Biographie
Borg Olivier a été élu comme l'un des trois membres nationalistes du Conseil de gouvernement en 1939. En mai 1940, lorsque le chef du parti nationaliste, Enrico Mizzi, a été interné pour la première fois par les Britanniques et déporté, Borg Olivier est devenu chef par intérim. Après son retour, Mizzi a fait de Borg Olivier son adjoint. Entré en fonction en tant que protégé de Mizzi et de Sir Ugo P. Mifsud, Borg Olivier croyait au développement économique et social de Malte en tant qu'État indépendant viable et à la nécessité d'une économie mixte. Au cours de son mandat, il a poursuivi corporatistepolitiques de développement de l'industrie du tourisme et de la construction comme moteur de la croissance. Sous sa direction, le niveau de vie moyen a augmenté régulièrement alors que Malte commençait à se séparer d'une économie de forteresse dépendant uniquement de l'establishment militaire britannique.
Vers la fin de son règne en tant que Premier ministre, son gouvernement a été secoué par divers scandales politiques et personnels, qui semblaient symboliser le déclin moral de l'establishment politique maltais. Démissionnant du chef du Parti nationaliste en 1977, Borg Olivier a conservé son siège parlementaire jusqu'à sa mort en 1980. Il a été remplacé à la tête du parti par Eddie Fenech Adami.